# 松本孝弘
松本 孝弘（まつもと たかひろ、1961年〈昭和36年〉3月27日 - ）は、日本のギタリスト、作曲家、編曲家、音楽プロデューサー。ロックユニットB'zのギタリストで、リーダーも務める。主に「Tak Matsumoto」（タック・マツモト）という名義を使用している。
所属事務所はVERMILLION。所属レーベルはVERMILLION RECORDS。
B'zとしての活動に並行してソロ作品や、他アーティストへの楽曲提供やギター演奏での参加も行なっている。1999年からはギブソンから世界で5人目、日本人では初となるギブソン・レスポールのシグネチュア・アーティストに選ばれている。2010年に発売したラリー・カールトンと共演したアルバム『TAKE YOUR PICK』が、『第53回グラミー賞』最優秀ポップ・インストゥルメンタル・アルバムを受賞した。

## 人物
大阪府豊中市出身。中学3年時の誕生日に両親からビートルズの『ザ・ビートルズ1967年〜1970年』をプレゼントされると、学校から帰宅後はずっと聴いていた。父親は声楽をやっており、母親はクラシック好きであった。ある日、ディープ・パープル「紫の炎」のレコードを掛けていると母親が「この曲いいじゃない？」と言って来たので松本の音楽を理解していたと考えている。初めて買ったギターはギブソン・レスポールのジミー・ペイジと同じモデル（色は赤いサンバースト）。グレコによるレプリカであった。買ったその日からプロを目指していたと述べている。当時憧れていたのはジミー・ペイジやリッチー・ブラックモアであり、マイケル・シェンカーやスティーヴ・ルカサーもコピーした。特に、スティーヴ・ルカサーについてはセッションマンとしての参加作品についてもフォローするほどに入れ込んでいた。高校時代に組んでいたアマチュアバンド「スーパーイマージュ」でテレビ東京系『ロックおもしロック』に出演したこともある。
B'zとしてデビュー後しばらくの間は自身はA型の牡羊座で几帳面さと雑なところ両方を持ち合わせた性格であると思っていたが、実際はO型であることがわかると大雑把でいいと思うようになったという。1996年に稲葉浩志がソロ作品の制作を行っている間、松本は英語を勉強するため3ヶ月間サンディエゴへ留学した。
2018年にはB'zのデビュー30周年を記念したエキシビジョン『B'z 30th Year Exhibition "SCENES" 1988-2018』において、これまでライブで使用してきたギターアンプ用スピーカーキャビネットのシークレットオークションを実施し、その落札金額のすべてを松本の「音楽を志す学生を応援したい、自分に続くミュージシャンの育成に繋がれば」という意向を踏まえ、出身地である豊中市の市文化芸術振興基金へ寄付している。2020年、上記の寄付や『B'z SHOWCASE 2017 -B'z In Your Town-』を豊中市での開催、成人式へのメッセージ、広報とよなか『リレーエッセー』への寄稿などの功績から『豊中市名誉市民』に選定された。

## 音楽性

### 演奏スタイル
松本のギター演奏において最も特徴的なものとしてトーン（音色）が挙げられ、本人も「今回（TMG活動時）のジャックにしてもエリックにしても今まですごいギター・ヒーローたちと一緒に仕事をしてきてるじゃないですか。やっぱり音色のことは言いますよね。僕のプレイ、たとえば『速弾きがすごい！』なんて誰も言わない。もうね、スーパー・プレイを目の当たりにしてきてる人たちだからね、『TAKはトーンだよ』ってみんな言う。それは最高の褒め言葉だと思ってますよ。」、「自分の一番のポイントはやっぱりトーンだから。決して技術的に凄いわけではないので、僕の場合はこの音色……トーンがやっぱり絶対なんですよね。だからチョーキングしてビブラートした感じがいちばんのポイントだと自負しています。」と述べている。また、マーティ・フリードマンも自著にてギターの音を聞いただけで誰が弾いているのかがわかる日本のギタリストとして布袋寅泰、Charとともに松本の名を挙げている。その他には、音楽評論も手がけるミュージシャンの近田春夫が、1998年発売の『考えるヒット』という本においてB'zの「Calling」を取り上げた際、松本のギターに関して、「それにしてもこのギター、世界レベルで良い音（フレーズなどを含む）」と高く評価している。

### 作曲
松本が生み出す楽曲は、メロウなバラード、ポップなものからハードな楽曲、ブルースまで幅広く、メロディアスなものが多い。1stアルバム『Thousand Wave』はヘヴィメタル調でテンポの速い曲が多く、B'z初期の作品でも打ち込みを多用したデジタルサウンドであったが、次第にハードロックの要素を出していった。また、アジア特有の音階を用いたオリエンタルなメロディの楽曲も見受けられ、アルバム『華』やB'zの「愛のままにわがままに 僕は君だけを傷つけない」などがある。

## 来歴
高校入学とともにギターを始めている。ハンドボール部に所属していたが、幽霊部員であった。一方、軽音楽部を立ち上げて「スーパーイマージュ」というバンドを組んで音楽コンテスト、ライブハウス、学園祭などに出演していた。高校卒業後に車の免許を取得してからの約2年間は、車にのめり込んでギターを弾かない時期があった。ある先輩からは「ギターをちゃんとやったほうがいい」と度々アドバイスを受けていたという。その後はミューズ音楽院に入学し、コード進行など音楽の基礎理論を一から学び直した。当時からギターの技能は高く、講師に実践での演奏を勧められ音楽院を中退した。その後、自身のバンド「マクベス」のデモテープをきっかけに音楽事務所「ビーイング」に所属し、セッション・ギタリストとしてプロでの活動が始まった。スタジオ・ミュージシャンのほか、楽曲提供やコンサートのサポート・ギタリストも務めており、これらの活動では浜田麻里やTM NETWORKのレコーディングやコンサートに参加した。また、1986年にはセッションバンド「うるさくてゴメンねBAND」に参加し（メンバーは松本の他にBs：鳴瀬喜博、Dr：そうる透、Vo：カルメン・マキ・山田信夫）、ライブ・アルバムも発売した。ギタリストとして活動の場が広がる中で、松本はかねてから構想していた自身のバンド結成に向けての動きを行っていた。

### 1988年 - 2008年
1988年、ヤマハから松本のシグネチュア・ギター「MG-M」プロトタイプが製作され、1995年頃まで主にMG-Mを使用していた。なお、MG-Mはマイナーチェンジを経て一般販売した。5月21日にはメルダックから1stアルバム『Thousand Wave』を発売した。この頃、ビーイング社長であり音楽プロデューサーでもあった長戸大幸から稲葉浩志の歌声が入った1本のデモテープを渡されると、稲葉をボーカルに採用することを決め、同年9月21日に音楽ユニット「B'z」として1stシングル『だからその手を離して』、1stアルバム『B'z』の同時発売でデビューした。アルバムでは「孤独にDance in vain」以外のすべての曲を作曲している。また、ヤマハのモニターを務めていた松本は全国各地で「ギター・セミナー」を開催し、セミナー後には同行していた稲葉とともにB'zを披露するキャンペーンを行った。この頃、松本はまだTM NETWORKのツアーに参加するスケジュールが残っており、コンサートの前後にセミナーを開催する時もあったが、『TM NETWORK CAROL TOUR FINAL CAMP FANKS!! '89』を以ってTM NETWORKのサポートを終了した。また、1989年からTOKYO FMにてラジオレギュラー番組『B'z BEAT ZONE』の放送が始まっている（1993年4月7日から全国同時ネットでの放送を開始し、1997年9月25日に放送終了となった）。
1991年、B'zの活動と並行して1stシングル『'88〜Love Story』を発売した。
1992年、2ndシングル『#1090 〜Thousand Dreams〜』を発売し、テレビ朝日系の音楽番組『ミュージックステーション』テーマソングにも起用された。同年には2ndアルバム『Wanna Go Home』を発売した。
1994年に発売したB'zの14thシングル『Don't Leave Me』から名前に「TAK」（タック）の表記を使用し始めた。なお、名付け親はギタリストのスティーヴィー・サラスである。
1996年には「Rock'n Roll Standard Club Band」として自身のラジオ番組内の企画でカバーしていた洋楽をまとめたアルバム『Rock'n Roll Standard Club』を発売し、ツアー『Rock'n Roll Standard Club Tour』を開催した。また、同年には1stアルバムをリミックス・リマスタリングした『Thousand Wave Plus』も発売している。
1997年から翌年にかけて七緒香のシングル3枚、アルバム1枚分の楽曲を提供し、すべてにギターで参加した。
1999年、ギブソンから世界で5人目、日本人では初となるギブソン・レスポールのシグネチュア・アーティストに選ばれた。作曲・ギターに加え、作詞・ボーカルにも挑戦した3rdシングル『THE CHANGING』発売後、4月2日からニッポン放送にてラジオレギュラー番組『松本孝弘のONE FOR THE ROAD』が放送開始した（10月1日放送終了）。3rdアルバム『KNOCKIN'“T”AROUND』でも3rdシングルのほかに作詞・ボーカルに挑戦した曲を収録しているほか、インストゥルメンタル「GO FURTHER」のドラムスには真矢、ベースにはビリー・シーンが参加した。また、以前から面識のあったスティーヴ・ヴァイのレコーディングに参加し、『ウルトラ・ゾーン』収録の「エイジアン・スカイ」を制作している（ボーカルには稲葉が参加）。10月31日に鈴鹿サーキットで開催された『F1日本GP』決勝戦では国歌をギター演奏した。
2001年、フジテレビ系スポーツ番組『感動ファクトリー・すぽると!』オープニングテーマとして「SACRED FIELD」を提供（2003年には「RED SUN」を提供している）。
2002年には「TAK MATSUMOTO」名義で4thアルバム『西辺来龍 DRAGON FROM THE WEST』、「松本孝弘」名義で5thアルバム『華』を同時発売した。
2003年はB'zとして活動を続ける中、邦楽をカバーするソロ・プロジェクトとしてZARDの坂井泉水をボーカルに迎えたシングル『異邦人』、倉木麻衣をボーカルに迎えたシングル『イミテイション・ゴールド』を発売し、カバー・アルバム『THE HIT PARADE』を発売した。また、テレビ朝日系トーク番組『徹子の部屋』に出演した。
2004年、エリック・マーティン、ジャック・ブレイズらとともにバンド「TMG」（Tak Matsumoto Group）を結成し、シングル『OH JAPAN 〜OUR TIME IS NOW〜』、アルバム『TMG I』を発売してライブツアー『TMG "Dodge The Bullet" Tour 』を開催。『SUMMER SONIC 04』にも出演した。また、松本孝弘として東京都交響楽団とコラボレーションしたコンサート『都響スペシャル Collaboration 2004 松本孝弘「華」』（指揮は飯森範親）を開催した。またギタリスト発掘を目的としギタリストを中心とした弦楽器奏者のためのレコードレーベル「House Of Strings」を設立し、7thアルバム『House Of Strings』を発売した。
2005年、「House Of Strings」から2作目となる8thアルバム『Theatre Of Strings』を発売、松本のほかに春畑道哉、大賀好修、増崎孝司が参加した。
2006年には、楽曲提供したKAT-TUNのデビューシングル『Real Face』が自身初となるオリコンチャートの年間シングルセールス第1位となった。

### 2009年 -
2010年、ラリー・カールトンと共演したアルバム『TAKE YOUR PICK』を発売し、ライブツアー『Larry Carlton & Tak Matsumoto LIVE 2010 "TAKE YOUR PICK"』を開催、『東京JAZZ 2010』に出演したほか、台北・香港公演も行った。翌年に『TAKE YOUR PICK』が『第53回グラミー賞』の最優秀インストゥルメンタル・ポップ・アルバム部門を受賞した。
2012年、9thアルバム『Strings Of My Soul』を発売、収録曲の中でラリー・カールトンが「SUKIYAKI」（邦題「上を向いて歩こう」）のカバー「SUKIYAKI featuring LARRY CARLTON」で参加しているほか、共同プロデュースや複数の曲のミキシングなどでポール・ブラウンが参加している。
2013年、配信限定シングル『Live Life』をリリースした。
2014年、10thアルバム『New Horizon』発売後、ソロ名義では初となるツアー『Tak Matsumoto LIVE 2014 -New Horizon-』を開催した。
2016年には11thアルバム『enigma』を発売し、ツアー『Tak Matsumoto LIVE 2016 -The Voyage-』を開催。また、TAKUROの1stアルバム『Journey without a map』の全面プロデュースを担当した。
2017年にはダニエル・ホーと共演したアルバム『Electric Island, Acoustic Sea』を発売し、ツアー『Tak Matsumoto & Daniel Ho Live! 2017 -Electric Island, Acoustic Sea-』を開催した。
2018年、LOUDNESS主宰のイベント『METAL WEEKEND』第4弾にゲスト出演した（稲葉も出演）。
2019年発売のTAKUROの2ndアルバム『Journey without a map Ⅱ』でも全面プロデュースを担当したほか、「北夜色 Port Town Blues」を書き下ろした。
2020年、12thアルバム『Bluesman』を発売した。
2021年、プロ・ギタリスト活動40周年記念としてアーティストブック「TAK MATSUMOTO PLAYER’S BOOK」と「TAK MATSUMOTO GUITAR BOOK」を発売。LiSAの楽曲「Another Great Day!!」のサウンドプロデュースを担当。
2022年、自身が監修したシングルモルトウイスキー7年、「Waltz in Blue 青の円舞曲」を発売。実際に兵庫県明石市の老舗酒造メーカー「江井ヶ嶋酒造」へ足を運び、テイスティングを行った。
2023年、配信限定シングル『EPIC MATCH ～ the match everyone wanted ～』をリリースした。また12月には、自身が監修を務め、長年ライブやレコーディングに係わってきた音響チーム（株式会社B ZONE TEN事業部）が開発・製造を手掛けるギター・イクイップメント・ブランド「Indigo Note」を発足。ブランドの第1弾としてエフェクターの「FIXED WAH」をイケベ楽器及びMusingにて数量限定発売。
2024年、Adoの国立競技場公演のアンコールにサプライズ出演。楽曲提供した「DIGNITY」を演奏した。配信限定シングル『BATTLEBOX』『GLORIOUS 70』を2週連続でリリースした。TM NETWORKの40周年ライブ「TM NETWORK 40th FANKS Intelligence Day40 YONMARU」のKアリーナ横浜公演にサプライズ出演した。ソロ名義では約8年ぶりとなるツアー『Tak Matsumoto Tour 2024 -Here Comes the Bluesman-』を開催した。また8月には約20年ぶりとなる邦楽カバーアルバム『THE HIT PARADE II』をリリース、『第66回日本レコード大賞』の企画賞を受賞した。20年ぶりにTMGの活動を再開、アルバム『TMG II』をリリース後、ツアー『TMG LIVE 2024 -Still Dodging The Bullet-』を開催した。
2025年、有明アリーナにて開催されたジェフ・ベックのトリビュート・ライブ『A Tribute to Jeff Beck by Char with HOTEI and Tak Matsumoto featuring The Jeff Beck Band』に出演。Char、布袋寅泰、ジミー・ホール、ロンダ・スミス、アニカ・ニルズ、ゲイリー・ハズバンドらと共演した。4月、配信限定シングル『Tiger's Eye』をリリースした。5月、「Indigo Note」の第二弾となるエフェクター「CHORUS」を発売、発売を記念してイケシブにて使用機材などを展示した『Tak Matsumoto Special Exhibition』を開催した。自身監修のシングルモルトウイスキー第二弾となる「AION」の発売を発表した。

## ギター・コレクション
アンプやエフェクター、スイッチングなどのシステムに関しては、ビーイングのギターテックチーム「FAT」（2023年に「TEN」へ改名）が開発したオリジナルのものを使用している。また、MarshallやBogner、PeaveyやTwo-Rockを使用していた時期もある。なお、アンプなどにデザインしている「玲」の文字は、「美しい音」という意味で使用している。2013年には、クライベイビーからアジア人初となるワウペダルのシグネチャーモデルが数量限定で発売された。FATから2000年代から2022年にかけて独自のエフェクターが一般向けに発売された。前述の通り、2023年にTENから松本監修のエフェクターブランドとして「Indigo Note」が始動した。2024年には、YAMAHAから自身が監修したサウンドが搭載されたデスクトップ型ギターアンプ「THR30II Wireless TAK MATSUMOTO」が発売した。

### ギブソン
- Gibson Tak Matsumotoシグネチャーモデル
  - Tak Matsumoto Les Paul Canary Yellow 1999  #TM 002、#TM 007[60]
  - Tak Matsumoto Les Paul Canary Yellow Prototype 1998 #891080[61]
  - Tak Matsumoto Les Paul Canary Yellow Prototype 1999 #91959503[61]
  - Tak Matsumoto Les Paul Canary Yellow 2000 #TM 097[62]
  - Tak Matsumoto Les Paul Canary Yellow Prototype 2000 #TAK 001、#TAK 003
    - ブリッジにフロイドローズユニットを搭載したモデル。TAK 001のモデルにはフロントPUにフェルナンデス製サスティナーを装備[63]。

  - Tak Matsumoto Les Paul Tak Burst Prototype 2001 #TM 2、#TM 3[64]
  - Tak Matsumoto Les Paul Tak Burst 2001 #TAK 001、#TAK 002[65]
  - Tak Matsumoto Les Paul Tak Burst 2002 #TAK 201、#TAK 202、#TAK 203[66]
  - Tak Matsumoto Les Paul Tak Burst Prototype 2003 #00583358[67]
  - Tak Matsumoto Double Cutaway
    - Tak Matsumoto Model Prototype
      - ダブルカッタウェイモデルの原型。

    - Flame top
    - Brown Burst
    - Vintage White
    - Antique Ebony
    - Prototype CUSTOM EBONY #2007-4[68]
    - GOLDTOP AGED #TAK G001[68]
    - Goldtop Gloss
    - Antique Natural
    - Goldtop Darkback
    - Aqua Blue

  - Tak Matsumoto Firebird
    - Trans Black Burst Prototype #3[68]
    - Vintage Sunburst #1[68]
    - Red Prototype #2[68]

  - Tak Matsumoto 1959 Les Paul Prototype 2016 #1
    - 松本所有の59年製レスポール(#9 1156)を3Dスキャンで解析し、再現したモデル[69]。

  - Tak Matsumoto 1959 Les Paul 2016
    - 上記プロトタイプの製品版。本人のために用意されたもので、シリアルナンバーが存在しない[69]。

  - Tak Matsumoto Les Paul Standard Canary Yellow Prototype 2017 #1
    - 下記のモデルのプロトタイプ。『B'z LIVE-GYM 2017-2018 "LIVE DINOSAUR"』などで使用[70]。

  - Tak Matsumoto Les Paul Standard Canary Yellow 2018 #1、#TM 8001[71]
    - 2018年にB'zデビュー30周年記念として製作された、1999年発売のシグネチャーモデル第1号のリイシュー版、本機のプロトタイプは『B'z LIVE-GYM 2017-2018 "LIVE DINOSAUR"』で使用した[72]。プロトタイプにはないチェンバード・ボディ構造を採用し、軽量化を実現している[71]。
- ギブソン・レスポール
  - Les Paul Model 1954 #4 0673[73]
  - Les Paul Model 1955 #5 9937
    - ジェフ・ベックのオックスブラッドをイメージし、P-90をP-490に換装したゴールドトップ[74]。2022年にこのモデルを再現した「Tak Matsumoto 1955 Les Paul Gold Top」がリリースされた[75]。

  - Les Paul Model 1956 #615315[76]
  - Les Paul Model 1957 #7 3956[77]
  - Les Paul Model 1958 #8 2786[78]
  - Les Paul Standard 1959 #9 1156
    - 1993年に入手し、以後長らく使用しているサンバーストのレスポール。2016年にこのモデルを再現した「Tak Matsumoto 1959 Les Paul 2016」をリリースした[79]。

  - Les Paul Standard 1959 #9 0308[80]
  - Les Paul Standard 1961 #15712[81]
    - SGがまだレスポールと呼ばれていた頃のヴィンテージ・ギター。

  - 1991 Gibson Les Paul Gold Top 1957 Reissue #1-5283[82][83]
    - 長年ライブに導入されている、57年製のリイシューのゴールドトップ。2000年代にトップがリフィニッシュされ、ピックアップもゼブラ色のものに交換された。

  - Les Paul Gold Top 1990's #A0056[84]
  - Les Paul Studio -Fireball- 1996 #92956367[84]
    - 『B'z LIVE-GYM Pleasure '97 -FIREBALL-』のツアーを象徴したモデル。その後長らく使用されなかったが、フレットを打ち直し、PUやナットを交換したのち『B'z LIVE-GYM Pleasure 2023 -STARS-』にて再登場した[82]。

  - Gary Moore Les Paul 2000 #02860373
    - ゲイリー・ムーアが愛用したレモンドロップの1959年製レスポールを再現したモデル[85]。

  - Robot Guitar Prototype 2005 #02994553
    - オートチューニング機能を備えたレスポールの亜種。2007年の発売に先駆けて、松本も本器を試奏し感想を伝えたという[86]。

  - 1958 Les Paul Chambered Lightly Figured Top 2007 #CR87124[87]
  - Dark Fire 2008 #ER 007
    - ロボットギターの進化系。オートチューニングを継承するロボットチューニングに加え、様々な音色を切り替えられる機能も装備。松本は2008年の製品発表セレモニーにてギブソンCEOから贈呈された[86]。

  - Jeff Beck 1954 Les Paul Oxblood 2009 #10
    - ジェフ・ベックが所有しているギターを再現し、直筆サインが入った初期50本限定生産のモデル。2009年発売。B'zのアルバム『NEW LOVE』ではメインギターとして使用している[88]。

  - Mayday Monster Les Paul 2014 #MR 001
    - B'zと親交のある台湾のバンド「メイデイ」のギタリスト・モンスターのシグネチャーモデルで、彼から贈られたもの[85]。

  - Les Paul Standard 2017 #170037328
    - ブルーベリーバーストというカラーで、2017年発売のダニエル・ホーとの共作『Electric Island, Acoustic Sea』のムードにぴったりということで購入。同作のツアーで使用した[85]。

  - Les Paul Standard -Bernini-
    - 松本がイタリアで購入したギター。ジェフ・ベックの“オックスブラッド”レスポールの赤黒い色をイメージしたカラーに塗り替えられている[82]。
- ギブソン・レスポール・カスタム
  - Les Paul Custom 1991 #92981338
    - 『B'z LIVE-GYM '93 "RUN"』で使用した白いレスポール・カスタム。翌年の『B'z LIVE-GYM '94 "The 9th Blues"』では黒にリフィニッシュされ、ピックアップもゼブラに交換している。2021年時点で松本の息子が受け継ぎ、プレイしている[89]。

  - Les Paul Custom 1968 #536967[89]
  - Les Paul Custom -清正- 1970s
    - 紫のギタリストの比嘉清正から譲り受けたもの、そのため彼の名前をギターの呼び名にしている[90]。1970年代製。B'zのシングル『HOME』の2nd Beat「The Wild Wind」のPVで使用。フロントピックアップが、ゼブラになっている。ボディートップがめくれてしまい修理に出し、20年ほど弾かずに保管していたがアルバム『Bluesman』でのレコーディング時に弾いたところ個性的な音がしたためレコーディングで使用された[90]。
- ギブソン・SG
  - SG Standard 1996 #91236414[86]
  - SG Standard 1961 Reissue 2007 #074092[86]
- ギブソン・エクスプローラー
  - Futura Brown[83]
  - 50th Anniversary 1958 Korina Explorer 2008 #8-8188[91]
- ギブソン・ファイヤーバード
  - Firebird V Reissue 1991 #94011469[92]
  - Firebird V Reissue 2012 #125820562[92]
- ギブソン・ES-335
  - Larry Carlton Signature ES-335 #CS80063
    - ラリー・カールトンのシグネチャーモデルであり、本人から友情の証として贈られた。B'zのアルバム『DINOSAUR』収録の「Queen Of The Night」で使用[93][94]。
- ギブソン・CS-336
  - CS-336 Plain Top 2002 #CS20145[93]
- ギブソン・フライングV
  - 50th Anniversary 1958 Korina Flying V 2008 #8-8163[81][82]
  - Flying V 1958 #8-2901[95]
  - Japan Limited 1967 Flying V 2013 #030277[96]
- ギブソン・アコースティックギター
  - L-00 Blues King 1999 #90909004[97]
  - L-00 1999 #92949041[97]
  - CJ-165EC 2007 #02227034[98]
  - Hummingbird 2016 #10266066[98]
- オーヴィル
  - Les Paul Standard w/P-90 1996 #611167
    - オーヴィルは1980-90年代に日本で展開していたブランドで、本家のレスポールに比べて安価に入手できた。「Calling」のMVにて使用された[84]。
- エピフォン
  - Elite Tak Matsumoto Les Paul Tak Burst 2002
    - 『B'z LIVE-GYM The Final Pleasure "IT'S SHOWTIME!!"』の渚園公演の「juice」のラストでヘッドから花火を発射するために用意されたギター。渚園公演は2日間行われたため2本用意された[99]。

  - Les Paul Standard 2002
    - 前述の演出のリハーサルで使われたエピフォンのレギュラーモデル[100]。

  - Elite Tak Matsumoto Les Paul Tak Burst Prototype 2002[100]
  - Elite Tak Matsumoto Les Paul Tak Burst 2003 #F301307、#F301325
    - プロトタイプを経たエピフォンTak Burstの製品版。指板インレイにはアバロンが用いられており、ヘッドシェイプは松本の希望でギブソンヘッドが採用されている[101]。

  - Tak Matsumoto DC Standard 2010 #10091511857 (Gold Top)[102]
  - Limited Edition Tak Matsumoto DC Custom 2014 #14021510716 (Antique Ebony Black)[102]
  - Masterbuilt AJ-500RE 2003 #G03100176[103]

### フェンダー
- フェンダー・テレキャスター
  - Telecaster 1952 #4085[104]
  - Telecaster Heavy Relic Firemist Red TELEHAM #CZ560818
    - カスタムショップ製の赤いテレキャスターにハムバッカーを2基搭載し、それに合わせてブリッジをカットした「テレギブ」のような改造を施したモデル[82]。
- フェンダー・ストラトキャスター
  - Stratocaster 1954 #1090[105]
    - 1991年に手に入れた生涯初のビンテージ。ソロ作品「#1090 〜Thousand Dreams〜」のタイトルに本器のシリアルナンバーを冠している。以後、松本を代表するストラトとして多くのレコーディングを支えており、『NEW LOVE』収録の「マジェスティック」のMVで活躍した[105]。

  - Stratocaster 1966 Neck w/Converted Body #135582
    - #1090と並ぶストラトのメインで、入手時点で別個体のネックとボディが組み合わさったコンバーション仕様だった。松本はさらに手を加え、白だったボディを黒く塗り直して『B'z LIVE-GYM '94 "The 9th Blues"』から使用している[106]。

  - Stratocaster 1974 Neck w/1966 Body #169078
    - ライブでジミ・ヘンドリックスの「リトル・ウィング」をカバーするために用意したギター。左利きのジミは1弦から6弦を上下逆に張った右利き用ストラトをひっくり返して弾いたことで、ヘッドやリアPUのスラントが反対向きとなり独特のテンションとトーンを生みだしていた。松本は通常のストラトの操作性を損なわずにジミに近いニュアンスを出すため、右利き用の66年製と左利き用の74年製を購入し、前者のボディに後者のネックを差したうえリアPUのスラントも逆にするという改造を施した[107]。

  - Stratocaster 1966 Neck w/1974 Body 
    - 前述の改造を施した際に残った74年製レフティボディと66年製ネックを組みあわせたもの。ボディがレフティであるため、通常のように構えるとハイポジションが弾きにくく、コントロールノブも操作しにくい。長らく待機したのち、『Bluesman』制作時にスタジオに持ち込まれるが結局本番で使われることはなかった[107]。

  - Stratocaster 1962 #75457[108]
  - Eric Clapton Tribute Stratocaster "Blackie" 2016 #-20036
    - エリック・クラプトンが1973年から1985年に愛用したコンバーション仕様のストラト「ブラッキー」を解析し、2006年に製造されたモデル。塗装の剥げやタバコの焦げあとまでリアルに再現されている[109]。

  - Flankenstein Replica 2007 #61071
    - エディ・ヴァン・ヘイレンの愛機である改造ストラト「フランケンシュタイン」をフェンダーとEVHが手を組んで再現したモデル。こちらはエディが赤白黒 / 2PU / フロイドローズにモディファイした"第2期"のものが元になっている[110]。

  - '69 Stratocaster Relic 2013 #R62497[81]
  - '78 "Eruption" Relic 2018 #61071
    - 白黒 / 1PU / トレモロユニットの"初期"フランケンシュタインを再現したモデル[110]。

  - Stevie Ray Vaughan Signature Stratocaster Relic 2019 #CZ537894[111][112]
    - スティーヴィー・レイ・ヴォーンのシグネチェアモデルで2019年に再発売したものを購入。本来は左利き用のトレモロユニットが付いているが右利き用に改造し、またピックガードの「SRV」の部分を「TAK」に変えている[111]。またもう1本購入しており、ピックガードを「178」に変えて稲葉の誕生日にプレゼントしている[112]。
- フェンダー・ムスタング
  - Mustang 1977 #S819352[113]
  - Mustang Bass 1977 #S707308
    - ムスタングのボディをそのまま流用したベース。アルバム『GREEN』収録の「SURFIN' 3000GTR」で使用された[113]。

### ヤマハ
- ヤマハ・MG-M
  - MG-M Prototype "T'S TOYS" 1988
    - MG-Mの第一弾プロトタイプ。ボディにプリントされた"T'S TOYS"は、松本にとってギターが"T(=孝弘)のおもちゃ"であることを表している[114]。

  - MG-M 1988 #01
    - "T'S TOYS"を経て生まれたブルーサンバーストのMG-M。「だからその手を離して」のレコーディングで使用された。ボディ裏に初号機であることを示す"01"のステッカーが貼られている[115]。

  - MG-M Prototype 1989
    - 白いボディが特徴。「BAD COMMUNICATION」のレコーディングで使用し、MVにも登場した[116]。

  - MG-M II Prototype 1989
    - MG-M IIのプロトタイプで、MG-Mのスペックはそのままに新しくフロイドローズユニットを追加した。ボディは紫[116]。

  - MG-M II 1989 #20561、#None
    - 1990年に製品化されたブルーサンバーストのMG-M II。ヘッドにフェラーリのロゴが描かれた#20561とシリアルナンバーのない2本の合計3本を所有しており、#20561ともう1本は『B'z LIVE-GYM Pleasure '93 "JAP THE RIPPER"』の「『快楽の部屋』」のエンディングにて破壊(爆破)された。無傷で残った1本も93年以降長らく機材庫に保管されていたが、『B'z LIVE-GYM Pleasure 2008 -GLORY DAYS-』の「だからその手を離して」で使用した[117]。

  - MG-M II G Prototype 1991
    - MG-M IIにグラフィックの"G"を加えた第三弾シグネチャーのプロトタイプ。黒と紫のネオングラフィックが特徴。91年や92年のライブ・レコーディングで活躍した[118]。

  - MG-M II G 1991 #1P25071[119]。
  - MG-M II Custom Prototype 1993[120]。
  - MG-M III Custom Prototype 1993 
    - 『B'z LIVE-GYM Pleasure '93 "JAP THE RIPPER"』などで登場したゼブラ柄のモデル。元々2ハムバッキングを採用していたが、94年以降フロント側をサスティナーに交換し『ELEVEN』や『BIG MACHINE』のレコーディングを担う[121]。2023年にハムバッカーへ交換し『B'z LIVE-GYM Pleasure 2023 -STARS-』で用いた[122]。

  - MG-M III Custom Prototype 1994 #1
    - 『B'z LIVE-GYM Pleasure '95 "BUZZ!!"』にて「LOVE PHANTOM」で使用。ブラックサンバーストのボディにはドラキュラのステッカーが貼られており、ボディ裏には演出で用いたレーザーの配線を敷くためのザグリが彫られた[120]。

  - MG-M III Custom Ikebe Model Prototype 1994
    - イケベ楽器店のリクエストで製作されたMG-M IIIカスタムの特別仕様。「love me, I love you」のMVで登場。松本は本器を歴代のヤマハシグネチャーの中で特に気に入っている1本として挙げており、88年から続いたMG-Mシリーズを締めくくる最後のメインでもある[123]。

  - MG-M III Custom W-Neck Prototype 1994 #C14964
    - MG-M IIIカスタムのダブルネック仕様。『LOOSE』収録の「キレイな愛じゃなくても」で使用[124]。
- ヤマハ・SG
  - SG510 1980's #118723
- エレクトリック・アコースティック・ギター
  - APX-10N 1990's #004[125]
  - NTX-700 2011 #HHL071053[125]
  - APXT-1N 1990's #4X00057[125]
  - APXT-1 1990's #4X00065[125]

### その他
- アイバニーズ
  - Talman TC630 1994 #F426020[126]
  - Talman TC630 1995 #F501844[126]
  - RG7 Custom Model 2001 #LA053001
    - 松本のキャリアにおいて初の7弦ギター。シグネチャーレスポールのキャナリーイエロー風のカラーリングで、ボディ7弦側指板サイドに"Tak Matsumoto"のシグネチャーが刻まれている。『BIG MACHINE』制作時に導入され、その後もローBを用いる場面で常に使用されている[127]。

  - AX7 Custom Model 2001 #LA052003[126]
- イーエスピー
  - オリジナルSTタイプ
    - セッションギタリスト時代の84〜85年頃に使用。コンピレーションアルバム『HEAVY METAL GUITAR BATTLE Vol.1』の歌詞カードに本人と使用ギターの紹介がされている。

  - Random Star -The Black Star- 2015 #E8700152[128]
    - 下記のKG-PRIME Originalに続き、LOUDNESSの高崎晃と2回目のトレードで自身のファイヤーバードと交換したギター。『B'z SHOWCASE 2017 -B'z In Your Town-』の「GO FOR IT, BABY -キオクの山脈-」で使用[129]。「Dinosaur」のMVでも登場した[128]。
- オベーション
  - Elite Brown #444882[130]
- キラーギターズ
  - KG-Prime Original 2006 #KIS0552202
    - LOUDNESSの高崎晃と最初のトレードで自身のダブルカッタウェイと交換したギター。『B'z SHOWCASE 2009 -B'z In Your Town-』の「さまよえる蒼い弾丸」で使用[131]。

  - KG-Prime Thunderwing Prototype 2018 #K5400182
    - 上記のKGプライムに魅了された松本が、キラーにオーダーして製作したオリジナルモデルのプロトタイプ。松本のリクエストで、ギブソンに近いミディアムスケールとセットネックが採用され、コントロール部には新たにトーンが増設された[132]。『B'z LIVE-GYM Pleasure 2018 -HINOTORI-』の「LOVE PHANTOM」と「HINOTORI」で使用[133]。

  - KG-Prime Tylant Prototype 2018 #K52100182
    - こちらも松本のオーダーで製作されたモデルのプロトタイプ。松本としては自身のKGプライムにはフロイドローズの搭載が必須要素だったが、「ギブソンスケールのKGプライム」を提案した当初に試奏用サンプルとして届いたミディアムスケール・トレモロレスのモデルが好印象だったため、ハードテイル仕様も追加でオーダーした[134]。

  - KG-Prime Thunderwing 2020 #K5400192
    - 前述のサンダーウィングの製品版。2019年から受注生産で市販された[132]。

  - KG-Prime Tyrant 2020 #K1900192
    - 前述のタイラントの製品版。こちらも2019年から受注生産で市販された[134]。
- コーラル
  - Electric Sitar Brown[130]
- ゴダン
  - LGX Blue[130]
- サドウスキー
  - Sadowsky Metroline Black
    - 『B'z LIVE-GYM 2006 "MONSTER'S GARAGE"』の「恋のサマーセッション」で使用。ストラトキャスターを模したギターであり、本人曰く通常のストラトキャスターではネックが太すぎるらしい。

  - TAK MATSUMOTO MODEL
    - B'zのアルバム『ACTION』収録の「BUDDY」レコーディングに使用し、『B'z LIVE-GYM Pleasure 2008 -GLORY DAYS-』の「ねがい」でも使用。リアピックアップにハムバッカーのジェイソン・ローラーのインペリアルPAFを装着している。
- ジェリー・ジョーンズ
  - Electric Sitar Green[83]
- ゼマティス
  - S22 ST GOLD
    - 『B'z LIVE-GYM 2008 "ACTION"』の「永遠の翼」で使用。
- ナショナル・ストリング・インストルメント
  - Doburo[130]
- ピーヴィー
  - WolfGang Gold Top 91000583[130]
- ビル・ローレンス
  - St-Type 2Hum Zebra #B-09275（セッションギタリスト時代に使用）[135]
  - St-Type 2Hum Black with Butterfly #B-46596（セッションギタリスト時代に使用）[135]
  - St Model Prototype 1980's #B17286
    - セッションプレイヤー時代に製作したもので、2021年時点で松本が所有する中で最も古いギター(それ以前は使っていた楽器を下取りに出して新しいものに持ち換えていたため残っていない)[136]。

  - St Model Prototype 1980's #B11839
    - こちらもセッションプレイヤー時代に使用。黒地のボディには蝶と花が描かれている[136]。
- フジゲン
  - Origlan LP Type Cherry Sunburst F960530[130]
- フリーダム カスタム ギターリサーチ
  - 昇
    - 松本がプロデュースしたギターで、フロントにサスティナーを搭載している。『B'z SHOWCASE 2007 -19-』の「ARIGATO」で使用。
- マーティン
  - "000-18" 1937 Brown[83]
    - B'zのアルバム『LOOSE』収録の「BAD COMMUNICATION (000-18)」などに使用したギター。B'zのアルバム『ACTION』レコーディング中に強い乾燥が原因でヒビが入り、故障してしまった[137]。修復したが、もう一線では使えないだろうということで、2011年にB'zとして出演したpepsi NEXのCM「Xmas Lovers」篇で最後のお披露目にしようとしたが、存外良い音が鳴ったため今後も使用することを決めたという。

  - C-7 1870 Brown[130]
  - John Mayer Signature Model #2463[81]
- ミュージックマン
  - EVH model Trans Gold #85979、#87892(Non tremoro)、#88740[135][83]
  - EVH model Black #88923[135]
  - EVH model Pink #86255
    - B'zのシングル『ミエナイチカラ 〜INVISIBLE ONE〜/MOVE』のジャケット写真や1995年から1997年のLIVE-GYMで使用していた。その後に行方不明となってしまい、B'zのデビュー30周年を記念したエキシビション『B'z 30th Year Exhibition "SCENES" 1988-2018』開催に伴って公式サイトやSNSを通じて広く情報提供を求めた[138]。その後、ある楽器メーカーの倉庫に保管されていることが判明すると、松本が所有していたものと確認することができ、約20年ぶりに戻ってきた[139]。このギターはエキシビジョンの後期スケジュール（2003-2018）で展示したほか、B'zのアルバム『NEW LOVE』収録の「恋鴉」[88]、『B'z LIVE-GYM Pleasure 2018 -HINOTORI-』以降のライブで使用。
- ヤイリギター
  - CE-3 2001 Natural[83]
  - KK-46 Natural No-7[83]
  - RFK-1200GR Brown 73517[130]
  - K.Yairi by Ken B’z XXX Anniversary Special 2019
    - B'zの30周年記念に製作したハンドメイド・モデル。ブリッジには「玲」の文字が入っている[82]。

## 受賞歴
日本ゴールドディスク大賞
- 『第18回日本ゴールドディスク大賞』ロック&ポップ・アルバム・オブ・ザ・イヤー『THE HIT PARADE』[140]
- 『第25回日本ゴールドディスク大賞』ジャズ・アルバム・オブ・ザ・イヤー『TAKE YOUR PICK』[141]
- 『第27回日本ゴールドディスク大賞』インストゥルメンタル・アルバム・オブ・ザ・イヤー『Strings Of My Soul』[142]
- 『第29回日本ゴールドディスク大賞』インストゥルメンタル・アルバム・オブ・ザ・イヤー『New Horizon』[143]
- 『第35回日本ゴールドディスク大賞』インストゥルメンタル・アルバム・オブ・ザ・イヤー『Bluesman』[144]

グラミー賞
- 『第53回グラミー賞』最優秀ポップ・インストゥルメンタル・アルバム『TAKE YOUR PICK』[6]

日本レコード大賞
- 『第66回日本レコード大賞』企画賞『THE HIT PARADE II』[48]

その他
- 『豊中市名誉市民』[16][17][18]
- 『紺綬褒章』[注 2][146][147]

## ディスコグラフィ
※「1st」「2nd」などの表記は、松本孝弘の公式サイト「House Of Strings Official Website」内の「DISCOGRAPHY」を参照している。

### アルバム
|      | 発売日         | アーティスト名義                       | タイトル                      | 規格                                    | 規格品番        |
| ---- | -------------- | -------------------------------------- | ----------------------------- | --------------------------------------- | --------------- |
| 1st  | 1988年5月21日  | 松本孝弘                               | Thousand Wave                 | CD                                      | MED-37          |
| 2nd  | 1992年4月22日  | 松本孝弘                               | Wanna Go Home                 | CD                                      | BVCR-82         |
| 2nd  | 1992年4月22日  | 松本孝弘                               | Wanna Go Home                 | CD                                      | BMCR-82         |
| -    | 1996年5月15日  | ROCK'N ROLL STANDARD CLUB BAND         | Rock'n Roll Standard Club     | CD                                      | BMCR-7007       |
| -    | 1996年10月7日  | 松本孝弘                               | Thousand Wave Plus            | CD                                      | MECR-25047      |
| 3rd  | 1999年4月14日  | 松本孝弘                               | KNOCKIN'“T”AROUND             | CD                                      | BMCR-7033       |
| 4th  | 2002年2月27日  | TAK MATSUMOTO                          | 西辺来龍 DRAGON FROM THE WEST | CD                                      | BMCR-8003       |
| 5th  | 2002年2月27日  | 松本孝弘                               | 華                            | CD                                      | BMCR-8004       |
| 6th  | 2003年11月26日 | TAK MATSUMOTO                          | THE HIT PARADE                | CD                                      | BMCV-8009       |
| 6th  | 2003年11月26日 | TAK MATSUMOTO                          | THE HIT PARADE                | CD                                      | BMCV-8009-K     |
| 7th  | 2004年11月24日 | 松本孝弘                               | House Of Strings              | CD                                      | BMCS-8001       |
| 8th  | 2005年10月19日 | 松本孝弘・春畑道哉・増崎孝司・大賀好修 | Theatre Of Strings            | CD                                      | BMCS-8002       |
| -    | 2010年6月2日   | Larry Carlton & Tak Matsumoto          | TAKE YOUR PICK                | CD                                      | BMCV-8031       |
| 9th  | 2012年6月20日  | Tak Matsumoto                          | Strings Of My Soul            | CD+DVD                                  | BMCS-8003       |
| 9th  | 2012年6月20日  | Tak Matsumoto                          | Strings Of My Soul            | CD                                      | BMCS-8004       |
| 10th | 2014年4月30日  | Tak Matsumoto                          | New Horizon                   | CD                                      | BMCS-8005       |
| 11th | 2016年4月6日   | Tak Matsumoto                          | enigma                        | CD+DVD                                  | BMCS-8006       |
| 11th | 2016年4月6日   | Tak Matsumoto                          | enigma                        | CD+Blu-ray                              | BMCS-8007       |
| 11th | 2016年4月6日   | Tak Matsumoto                          | enigma                        | CD                                      | BMCS-8008       |
| -    | 2017年2月8日   | Tak Matsumoto & Daniel Ho              | Electric Island, Acoustic Sea | CD                                      | BMCS-8010       |
| -    | 2017年2月8日   | Tak Matsumoto & Daniel Ho              | Electric Island, Acoustic Sea | LP                                      | BMJS-8010～8011 |
| 12th | 2020年9月2日   | Tak Matsumoto                          | Bluesman                      | CD＋DVD＋オリジナルTシャツ&ギターピック | BMCS-8012       |
| 12th | 2020年9月2日   | Tak Matsumoto                          | Bluesman                      | CD                                      | BMCS-8013       |
| 12th | 2020年9月2日   | Tak Matsumoto                          | Bluesman                      | LP                                      | BMJS-8012～8013 |
| 13th | 2024年8月28日  | Tak Matsumoto                          | THE HIT PARADE II             | CD+Blu-ray＋オリジナルポスター          | BMCS-8014       |
| 13th | 2024年8月28日  | Tak Matsumoto                          | THE HIT PARADE II             | CD+Blu-ray                              | BMCS-8015       |
| 13th | 2024年8月28日  | Tak Matsumoto                          | THE HIT PARADE II             | CD                                      | BMCS-8016       |

### シングル

#### CDシングル
|     | 発売日        | アーティスト名義                 | タイトル                  | 規格   | 規格品番   | 収録アルバム      |
| --- | ------------- | -------------------------------- | ------------------------- | ------ | ---------- | ----------------- |
| 1st | 1991年9月25日 | 松本孝弘                         | '88〜Love Story           | 8cmCD  | MEDR-10014 | Wanna Go Home     |
| 2nd | 1992年3月18日 | 松本孝弘                         | #1090 〜Thousand Dreams〜 | 8cmCD  | BVDR-89    | Wanna Go Home     |
| 2nd | 1992年3月18日 | 松本孝弘                         | #1090 〜Thousand Dreams〜 | 8cmCD  | BMDR-89    | Wanna Go Home     |
| 3rd | 1999年3月25日 | 松本孝弘                         | THE CHANGING              | 12cmCD | BMCR-7032  | KNOCKIN'“T”AROUND |
| -   | 2003年8月27日 | TAK MATSUMOTO featuring ZARD     | 異邦人                    | 12cmCD | BMCV-5004  | THE HIT PARADE    |
| -   | 2003年10月8日 | TAK MATSUMOTO featuring 倉木麻衣 | イミテイション・ゴールド  | 12cmCD | BMCV-5005  | THE HIT PARADE    |

#### 配信限定シングル
|     | 発売日        | アーティスト名義 | タイトル                                   | 規格                   |
| --- | ------------- | ---------------- | ------------------------------------------ | ---------------------- |
| 1st | 2013年1月16日 | Tak Matsumoto    | Live Life                                  | デジタル・ダウンロード |
| 2nd | 2023年7月26日 | Tak Matsumoto    | EPIC MATCH ～ the match everyone wanted ～ | デジタル・ダウンロード |
| 3rd | 2024年5月3日  | Tak Matsumoto    | BATTLEBOX                                  | デジタル・ダウンロード |
| 4th | 2024年5月10日 | Tak Matsumoto    | GLORIOUS 70                                | デジタル・ダウンロード |
| 5th | 2024年6月15日 | Tak Matsumoto    | ブルーライト・ヨコハマ featuring 倉木麻衣  | デジタル・ダウンロード |
| 6th | 2024年7月13日 | Tak Matsumoto    | 傷だらけのローラ featuring 新浜レオン      | デジタル・ダウンロード |
| 7th | 2024年7月25日 | Tak Matsumoto    | 六本木心中 featuring LiSA                  | デジタル・ダウンロード |
| 8th | 2025年4月9日  | Tak Matsumoto    | Tiger's Eye                                | デジタル・ダウンロード |

### 映像作品
| 発売日         | アーティスト名義              | タイトル                                                                    | 規格    | 規格品番        |
| -------------- | ----------------------------- | --------------------------------------------------------------------------- | ------- | --------------- |
| 2010年10月27日 | Larry Carlton & Tak Matsumoto | Larry Carlton & Tak Matsumoto LIVE 2010 "TAKE YOUR PICK" at BLUE NOTE TOKYO | DVD     | BMBV-5009       |
| 2016年9月21日  | Tak Matsumoto                 | Tak Matsumoto Tour 2016 -The Voyage- at 日本武道館                          | DVD     | BMBS-5001～5002 |
| 2016年9月21日  | Tak Matsumoto                 | Tak Matsumoto Tour 2016 -The Voyage- at 日本武道館                          | Blu-ray | BMXS-5001       |

### 収録作品
| 発売日                  | タイトル                                                    | 収録曲                                                                          | 規格  | 備考                                                       |
| ----------------------- | ----------------------------------------------------------- | ------------------------------------------------------------------------------- | ----- | ---------------------------------------------------------- |
| 1985年4月21日           | HEAVY METAL GUITAR BATTLE Vol.1                             | 松本孝弘&松川敏也&北島健二&橘高文彦「TOUCH OPERATION（別テイク）」「DEAD LINE」 | CD    |                                                            |
| 1987年5月21日           | EARLY TAKES                                                 | 松本孝弘&北島健二「TOUCH OPERATION（別テイク）」「DEAD LINE」                   | CD    |                                                            |
| 1995年3月24日（再発売） | EARLY TAKES                                                 | 松本孝弘&北島健二「TOUCH OPERATION（別テイク）」「DEAD LINE」                   | CD    |                                                            |
| 1995年7月12日           | ギターワークショップ・コンプリート・ワークス                | 「TOUCH OPERATION」                                                             | CD    |                                                            |
| 2018年7月25日           | ギターワークショップ・コンプリート・ワークス                | 「TOUCH OPERATION」                                                             | UHQCD |                                                            |
| 1997年11月25日          | Guitar Monster Vol.2                                        | 「ROMEO & JULIET "What is a youth"」                                            | CD    |                                                            |
| 2002年12月4日           | ニッポンのロック・ギタリスト達 Vol.2                        | 「DEAD LINE」                                                                   | CD    |                                                            |
| 2002年12月4日           | ニッポンのロック・ギタリスト達 Vol.4                        | 「TOUCH OPERATION（別テイク）」                                                 | CD    |                                                            |
| 2004年9月29日           | すぽると! MEMORIAL〜Sweat and Tears〜                       | 「RED SUN」「SACRED FIELD」                                                     | CD    |                                                            |
| 2004年10月27日          | It's TV SHOW!! 〜TBSテレビ&フジテレビ 主題歌&テーマ曲BEST〜 | 「GO FURTHER」                                                                  | 2CD   |                                                            |
| 2005年7月20日           | ULTRAMAN ORIGINAL SOUNDTRACK                                | 「Theme from ULTRAMAN」「NEVER GOOD-BYE」（TMG）                                | CD    |                                                            |
| 2009年12月              | BEST HIT BEING                                              | 「#1090 〜Thousand Dreams〜」                                                   | 4CD   | ビーイングによる通信販売限定のコンピレーション・アルバム。 |

### 提供作品
| アーティスト                       | タイトル                           | 収録作品                                  |
| ---------------------------------- | ---------------------------------- | ----------------------------------------- |
| 杉本誘里                           | 「Medusa」                         | 『DYNAMYTE』                              |
| 杉本誘里                           | 「Dynamyte」                       | 『DYNAMYTE』                              |
| 杉本誘里                           | 「Don’t You Know」                 | 『DYNAMYTE』                              |
| 杉本誘里                           | 「DON'T YOU KNOW」                 |                                           |
| 杉本誘里                           | 「MEDUSA」                         |                                           |
| 早川めぐみ                         | 「Secret In My Heart」             | 『ホットレディー』                        |
| 早川めぐみ                         | 「サイレント・チャーミング」       | 『フェイス・トゥ・フェイス』              |
| 浜田麻里                           | 「Stormy Love」                    | 『Blue Revolution』                       |
| 三原じゅん子                       | 「TOKIO BLUES」                    |                                           |
| 鳴瀬喜博（うるさくてゴメンねBAND） | 「Storm Belt」                     | 『うるさくてゴメンねライブ』              |
| 鳴瀬喜博（うるさくてゴメンねBAND） | 「Falling Tide」                   | 『うるさくてゴメンねライブ』              |
| 安宅美春                           | 「孤独のRunaway」                  | 『孤独のRUNAWAY』                         |
| 坪倉唯子                           | 「GO-GO-GIRLS」                    | 『I Wanna Be Myself』                     |
| 宇都宮隆                           | 「少年」                           | 『easy attraction』                       |
| 七緒香                             | 「恋は舞い降りた」                 | 『七音』                                  |
| 七緒香                             | 「GO WAY」                         |                                           |
| 七緒香                             | 「いーんじゃない!!」               | 『七音』                                  |
| 七緒香                             | 「BE ALL RIGHT」                   |                                           |
| 七緒香                             | 「ミネラル」                       |                                           |
| 七緒香                             | 「アノヒト」                       | 『七音』                                  |
| 七緒香                             | 「灼熱の花」                       | 『七音』                                  |
| 七緒香                             | 「FAKE MY MIND」                   | 『七音』                                  |
| 七緒香                             | 「街」                             | 『七音』                                  |
| 七緒香                             | 「夢の翼」                         | 『七音』                                  |
| スティーヴ・ヴァイ                 | 「ASIAN SKY」                      | 『ウルトラ・ゾーン』                      |
| URUGOME（うるさくてゴメンねBAND）  | 「綺麗じゃん」                     | 『Roc's Egg』                             |
| MISIA                              | 「恋唄」                           | 『KISS IN THE SKY』                       |
| MISIA                              | 「DON'T STOP MUSIC!」              | 『KISS IN THE SKY』                       |
| 山木秀夫                           | 「CAESER'S SORROW」                | 『Q』                                     |
| KAT-TUN                            | 「Real Face」                      | 『Best of KAT-TUN』                       |
| 上木彩矢                           | 「ピエロ」                         | 『Secret Code』                           |
| 土屋アンナ                         | 「ALL RIGHT NOW」                  | 『12 FLAVOR SONGS〜BEST COLLABORATION〜』 |
| キム・ヒョンジュン                 | 「HEAT」                           | 『UNLIMITED』                             |
| TUBE                               | 「LOVE BEACH」                     | 『Your TUBE+My TUBE』                     |
| 藤井フミヤ                         | 「エデンの起源」                   | 『大人ロック』                            |
| 藤井フミヤ                         | 「ひとりごと」                     | 『大人ロック』                            |
| 工藤静香                           | 「蜜と棘」                         | 『凜』                                    |
| TAKURO                             | 「北夜色 Port Town Blues」         | 『Journey without a map Ⅱ』               |
| 東都大学                           | 「東都大学応援歌～GO FOR A WIN～」 |                                           |
| LiSA                               | 「Another Great Day!!」            | 『LADYBUG』                               |
| Ado                                | 「DIGNITY」                        | 19th Single『DIGNITY』                    |
| 鈴木雅之                           | ｢Ultra Snazzy Blues｣               | 『Snazzy』                                |
| 美川憲一                           | 「これで良しとする」               | 『これで良しとする』                      |
| 美川憲一                           | 「華散れど月は輝く」               | 『これで良しとする』                      |

### 参加作品
| アーティスト                       | タイトル                                                 | 収録作品                                                       |
| ---------------------------------- | -------------------------------------------------------- | -------------------------------------------------------------- |
| 秋本奈緒美                         | 「DANCE，SHALL WE DANCE」                                | 『FOUR SEASONS』                                               |
| 秋本奈緒美                         | 「HE'S SO TRENDY」                                       | 『FOUR SEASONS』                                               |
| 秋本奈緒美                         | 「BAD IMAGINATION」                                      | 『FOUR SEASONS』                                               |
| 秋本奈緒美                         | 「HONEY BEE」                                            | 『FOUR SEASONS』                                               |
| 秋本奈緒美                         | 「JINX」                                                 | 『FOUR SEASONS』                                               |
| マリーン                           | 「TONIGHT」                                              |                                                                |
| HIPS                               | 「TENDER」                                               |                                                                |
| 太田貴子                           | 「LOVEさりげなく」                                       |                                                                |
| 浜田麻里                           |                                                          | 『Blue Revolution』                                            |
| 浜田麻里                           | 『Promise in the History』                               |                                                                |
| 浜田麻里                           | 『RAINBOW DREAM』                                        |                                                                |
| 浜田麻里                           | 「Fantasia」                                             | 『Reflection -axiom of the two wings-』                        |
| 桑名正博                           | 「FOLLOW YOUR HEART」                                    |                                                                |
| 早川めぐみ                         |                                                          | 『METAL VERSION』                                              |
| 早川めぐみ                         | 『シンデレラ・シンドローム』                             |                                                                |
| 早川めぐみ                         | 「Heart To Heart」                                       | 『パワー・ミックス』                                           |
| 早川めぐみ                         | 「Wanna Be Free」                                        | 『パワー・ミックス』                                           |
| 早川めぐみ                         | 「Hot Lady」                                             | 『ホットレディー』                                             |
| 早川めぐみ                         | 「レスキュー」                                           | 『ホットレディー』                                             |
| 早川めぐみ                         | 「悲しみのStairway」                                     | 『ホットレディー』                                             |
| 早川めぐみ                         | 「Perfect Lover」                                        | 『ホットレディー』                                             |
| 早川めぐみ                         | 「Wanna Be Free」                                        | 『ホットレディー』                                             |
| 三原じゅん子                       | 「SO DEEP」                                              |                                                                |
| 高村亜留                           | 「Ta Ta Ya My Love」                                     | 『Ta Ta Ya My Love』                                           |
| 岡安由美子                         | 「Endless Race」                                         | 『あぶないセクシー・ガール』                                   |
| 鳴瀬喜博（うるさくてゴメンねBAND） |                                                          | 『うるさくてゴメンねライブ』                                   |
| 鳴瀬喜博（うるさくてゴメンねBAND） | 「UNDER MY FEET」                                        | 『ROCKOCK』                                                    |
| TM NETWORK                         | 「DIVE INTO YOUR BODY」                                  |                                                                |
| TM NETWORK                         | 「MARIA CLUB」                                           | 『Self Control』                                               |
| TM NETWORK                         | 「Be together」                                          | 『humansystem』                                                |
| TM NETWORK                         | 「A Day In The Girl's Life (永遠の一瞬)」                | 『CAROL 〜A DAY IN A GIRL'S LIFE 1991〜』                      |
| TM NETWORK                         | 「Carol (Carol's Theme I)」                              | 『CAROL 〜A DAY IN A GIRL'S LIFE 1991〜』                      |
| TM NETWORK                         | 「Chase In Labyrinth (闇のラビリンス)」                  | 『CAROL 〜A DAY IN A GIRL'S LIFE 1991〜』                      |
| TM NETWORK                         | 「COME ON EVERYBODY」                                    | 『CAROL 〜A DAY IN A GIRL'S LIFE 1991〜』                      |
| TM NETWORK                         | 「In The Forest (君の声が聞こえる)」                     | 『CAROL 〜A DAY IN A GIRL'S LIFE 1991〜』                      |
| TM NETWORK                         | 「Carol (Carol's Theme II)」                             | 『CAROL 〜A DAY IN A GIRL'S LIFE 1991〜』                      |
| TM NETWORK                         | 「JUST ONE VICTORY (たったひとつの勝利)」                | 『CAROL 〜A DAY IN A GIRL'S LIFE 1991〜』                      |
| TM NETWORK                         | 「イパネマ'84」                                          | 『TMN COLOSSEUM I』                                            |
| TM NETWORK                         | 「A Day In The Girl's Life 〜永遠の一瞬〜」              | 『TMN COLOSSEUM I』                                            |
| TM NETWORK                         | 「Carol 〜Carol's Theme I〜」                            | 『TMN COLOSSEUM I』                                            |
| TM NETWORK                         | 「Chase In Labyrinth 〜闇のラビリンス〜」                | 『TMN COLOSSEUM I』                                            |
| TM NETWORK                         | 「Gigantica」                                            | 『TMN COLOSSEUM I』                                            |
| TM NETWORK                         | 「Gia Corm Fillippo Dia 〜Devil's Carnival〜」           | 『TMN COLOSSEUM I』                                            |
| TM NETWORK                         | 「In The Forest 〜君の声が聞こえる〜」                   | 『TMN COLOSSEUM I』                                            |
| TM NETWORK                         | 「Carol 〜Carol's Theme II〜」                           | 『TMN COLOSSEUM I』                                            |
| TM NETWORK                         | 「Final Fighting」                                       | 『TMN COLOSSEUM I』                                            |
| TM NETWORK                         | 「JUST ONE VICTORY (たったひとつの勝利)」                | 『TMN COLOSSEUM I』                                            |
| TM NETWORK                         | 「Get Wild」                                             | 『TMN COLOSSEUM I』                                            |
| TM NETWORK                         | 「Be Together」                                          | 『TMN COLOSSEUM II』                                           |
| TM NETWORK                         | 「Resistance」                                           | 『TMN COLOSSEUM II』                                           |
| TM NETWORK                         | 「Telephone Line」                                       | 『TMN COLOSSEUM II』                                           |
| TM NETWORK                         | 「BEYOND THE TIME (メビウスの宇宙を越えて)」             | 『TMN COLOSSEUM II』                                           |
| TM NETWORK                         | 「Dive Into Your Body」                                  | 『TMN COLOSSEUM II』                                           |
| TM NETWORK                         | 「Fool On The Planet」                                   | 『TMN COLOSSEUM II』                                           |
| Oldies but Goodies                 |                                                          | 『この胸のときめきを』                                         |
| 日詰昭一郎                         | 「ほんの小さなすれ違い」                                 | 『ロマン 神経酔弱』                                            |
| 日詰昭一郎                         | 「危険な恋」                                             | 『ロマン 神経酔弱』                                            |
| 前田亘輝                           | 「FEEL ME, TOUCH ME」                                    | 『Feel Me』                                                    |
| 前田亘輝                           | 「LONESOME TOWN」                                        | 『Feel Me』                                                    |
| HIPS                               | 「[TENDER」                                              |                                                                |
| Marcy（西田昌史）                  | TENDER（HIPS）                                           | 『夜をぶっとばせ!』                                            |
| 栗林誠一郎                         | 「It's My Treat」                                        | 『PLAYERS POLE POSITION Vol.1』                                |
| 栗林誠一郎                         | 「Wait Forever」                                         | 『PLAYERS POLE POSITION Vol.1』                                |
| 難波弘之                           | 「Imargence Waltz?」                                     | 『PLAYERS POLE POSITION Vol.1』                                |
| 宮沢りえ                           | 「ドリームラッシュ」                                     |                                                                |
| 小室哲哉                           | 「I WANT YOU BACK」                                      | 『Digitalian is eating breakfast』                             |
| 小室哲哉                           | 「GRAVITY OF LOVE」                                      | 『Digitalian is eating breakfast』                             |
| 小室哲哉                           | 「RUNNING TO HORIZON」                                   | 『Digitalian is eating breakfast』                             |
| ムッシュかまやつ                   | 「恋のドクター」                                         | 『THE SPIDERS COVER'S』                                        |
| 本城未沙子                         |                                                          | 『VISUALIZE II』                                               |
| 田中美奈子                         | 「I Say Hello Again」                                    |                                                                |
| 渡辺美里                           | 「Love is Magic」                                        |                                                                |
| 宇都宮隆                           | 「DREAMS MUST GO ON」                                    | 『ACROBAT』（BOYO-BOZO名義）                                   |
| 宇都宮隆                           | 「GAMBLE★JUNGLE」                                        | 『ACROBAT』（BOYO-BOZO名義）                                   |
| 宇都宮隆                           | 「インディゴの彼方」                                     | 『TRILOGY』                                                    |
| KUNI                               | 「CYBERNATION JAM」                                      | 『FUCKED UP!』                                                 |
| KUNI                               | 「MYSTIFY GUITARS」                                      | 『FUCKED UP!』                                                 |
| HEART AID                          | 「旅の途中 〜ドイツより愛をこめて〜」                    |                                                                |
| 桜井ゆみ                           | 「MOVE OVER」                                            | 『J-BLUES compilation at the BEING studio』                    |
| STEVIE SALAS COLORCODE             | 「Block Rockin (featuring TAK MATSUMOTO)」               | 『Set It On Blast!!』                                          |
| 木根尚登                           | 「三鷹ブルース」                                         | 『中央線』                                                     |
| Takamiy                            | 「Fantasia〜蒼穹の彼方」                                 | 『Fantasia』                                                   |
| メイデイ（五月天）                 | 「三個傻瓜」                                             | 『第二人生』                                                   |
| Monster（怪獸）                    | 「The Look」                                             | 『[逆轉勝]五月天/怪獸 原聲原創紀』                             |
| Monster（怪獸）                    | 「九號球」                                               | 『[逆轉勝]五月天/怪獸 原聲原創紀』                             |
| シェーン・ガラース                 | 「Grind 2.0 (The Salacious Elixir)」                     | 『Bitter Suites from the Red Room』                            |
| 大野克夫                           | 「名探偵コナン メイン・テーマ (純黒の悪夢ヴァージョン)」 | 『劇場版名探偵コナン 純黒の悪夢 オリジナル・サウンドトラック』 |
| TAKURO                             | 全曲アレンジ・プロデュース                               | 『Journey without a map』                                      |
| TAKURO                             | 全曲プロデュース                                         | 『Journey without a map Ⅱ』                                    |
| Various Artists                    | 「When You Wish Upon a Star」                            | 『SUPER GUITAR DISNEY』                                        |
| BABYMETAL                          | 「DA DA DANCE (feat. Tak Matsumoto)」                    | 『METAL GALAXY』                                               |
| 木梨憲武                           | 「GG STAND UP!! feat. 松本孝弘」                         | 『木梨ファンク 〜NORI NORI NO-RI〜』                           |
| 木梨憲武                           | 「GG STAND UP!! feat. 松本孝弘」                         | 『木梨ファンク ザ・ベスト』                                    |
| 木梨憲武                           | 「感情8号線 feat. 松本孝弘」                             | 『木梨ソウル』                                                 |
| スガシカオ                         | 「Real Face」                                            | 『Sugarless Ⅲ』                                                |

### 未音源化作品
| タイトル                                                | 備考 |
| ------------------------------------------------------- | --- |
| Don't ask me baby                                       | 『B'z LIVE-GYM Pleasure '95 "BUZZ!!"』で披露した。松本が作曲・ボーカル、稲葉が作詞・コーラスを担当している。松本がパーソナリティを務めていたラジオ番組『B'z BEAT ZONE』でスタジオ音源をオンエアしたこともあったが、CD化には至らなかった。後に松本が作詞とリアレンジし、「THE CHANGING」としてシングル発売した。      |
| あなたへ・・・                                          | 『B'z LIVE-GYM '96 "Spirit LOOSE"』で披露したインストゥルメンタル。 |
| タイトル不明                                            | 『B'z LIVE-GYM Pleasure '97 "FIREBALL"』で披露した英語詞ナンバー（この時はタイトル不明であった）。後に日本語詞にしてリアレンジした「Nothin' But The Blues」をアルバム『KNOCKIN'“T”AROUND』に収録している。 |
| いてもうたるで                                          | 『B'z LIVE-GYM '98 "SURVIVE"』で披露した松本作詞作曲による関西弁のナンバー。 |
| THE THEME OF B.J.                                       | 2003年12月に放送された日本テレビ系アニメ『ブラック・ジャック2時間スペシャル〜命をめぐる4つの奇跡〜』オープニングテーマとなったインストゥルメンタル。放送時の曲は音源化していないが、アルバム『House Of Strings』『New Horizon』には「BLACK JACK」と改題し、それぞれ異なるアレンジで収録している。                    |
| Theme from Fist of the North Star 〜The Road of Lords〜 | アニメ映画『北斗の拳 ラオウ伝 殉愛の章』のテーマソングとして書き下ろしたインストゥルメンタル。『北斗の拳 ラオウ伝 激闘の章』テーマソングにも使用された。 |
| OVERTURE                                                | 『B'z LIVE-GYM Pleasure 2013 -ENDLESS SUMMER-』のオープニングSEとして書き下ろした楽曲。映像作品『B'z LIVE-GYM Pleasure 2013 ENDLESS SUMMER -XXV BEST-』エンディングのスタッフロールBGMに、スタジオレコーディング音源を使用している。なお、稲葉浩志のソロ作品「Overture」（アルバム『志庵』収録）とは別の楽曲である。 |

## 書籍
| 発売日        | タイトル                                             | 出版社               | ISBN          |
| ------------- | ---------------------------------------------------- | -------------------- | ------------- |
| 2021年5月10日 | TAK MATSUMOTO PLAYER'S BOOK                          | リットーミュージック | 9784845635962 |
| 2021年5月10日 | TAK MATSUMOTO GUITAR BOOK                            | リットーミュージック | 9784845635979 |
| 2021年5月10日 | TAK MATSUMOTO PLAYER'S & GUITAR BOOK SPECIAL EDITION | リットーミュージック | 9784845635986 |

## ライブ

### サポート・メンバー
| 名前                     | パート     | 参加公演                                                                        |
| ------------------------ | ---------- | ------------------------------------------------------------------------------- |
| 生沢佑一                 | ボーカル   | 『Rock'n Roll Standard Club Tour』                                              |
| 鮫島秀樹                 | ベース     | 『Rock'n Roll Standard Club Tour』                                              |
| 黒瀬蛙一                 | ドラムス   | 『Rock'n Roll Standard Club Tour』                                              |
| 増田隆宣                 | キーボード | 『Rock'n Roll Standard Club Tour』                                              |
| マイケル・ローズ         | ベース     | 『Larry Carlton & Tak Matsumoto LIVE 2010 "TAKE YOUR PICK"』 『東京 JAZZ 2010』 |
| ジョン・フェラーロ       | ドラムス   | 『Larry Carlton & Tak Matsumoto LIVE 2010 "TAKE YOUR PICK"』 『東京 JAZZ 2010』 |
| ビリー・スタインウェイ   | キーボード | 『Larry Carlton & Tak Matsumoto LIVE 2010 "TAKE YOUR PICK"』 『東京 JAZZ 2010』 |
| トラヴィス・カールトン   | ベース     | 『Tak Matsumoto LIVE 2014 -New Horizon-』                                       |
| ジョン・フェラーロ       | ドラムス   | 『Tak Matsumoto LIVE 2014 -New Horizon-』                                       |
| 小野塚晃                 | キーボード | 『Tak Matsumoto LIVE 2014 -New Horizon-』                                       |
| 大賀好修                 | ギター     | 『Tak Matsumoto LIVE 2014 -New Horizon-』                                       |
| 山下昌良                 | ベース     | 『Tak Matsumoto Tour 2016 -The Voyage-』 『Tak Matsumoto "Special Live"』       |
| ジェイソン・サター       | ドラムス   | 『Tak Matsumoto Tour 2016 -The Voyage-』 『Tak Matsumoto "Special Live"』       |
| 小野塚晃                 | キーボード | 『Tak Matsumoto Tour 2016 -The Voyage-』 『Tak Matsumoto "Special Live"』       |
| 大賀好修                 | ギター     | 『Tak Matsumoto Tour 2016 -The Voyage-』 『Tak Matsumoto "Special Live"』       |
| スティーブ・ビルマン     | ベース     | 『Tak Matsumoto & Daniel Ho LIVE! 2017 -Electric Island, Acoustic Sea-』        |
| ランディー・ドレイク     | ドラムス   | 『Tak Matsumoto & Daniel Ho LIVE! 2017 -Electric Island, Acoustic Sea-』        |
| 小野塚晃                 | キーボード | 『Tak Matsumoto & Daniel Ho LIVE! 2017 -Electric Island, Acoustic Sea-』        |
| 大賀好修                 | ギター     | 『Tak Matsumoto & Daniel Ho LIVE! 2017 -Electric Island, Acoustic Sea-』        |
| スティーブ・ビルマン     | ベース     | 『Tak Matsumoto Tour 2020 -Here Comes the Bluesman-』                           |
| ブリタニー・マッカレッロ | ドラムス   | 『Tak Matsumoto Tour 2020 -Here Comes the Bluesman-』                           |
| 川村ケン                 | キーボード | 『Tak Matsumoto Tour 2020 -Here Comes the Bluesman-』                           |
| 大賀好修                 | ギター     | 『Tak Matsumoto Tour 2020 -Here Comes the Bluesman-』                           |
| 麻井寛史                 | ベース     | 『Tak Matsumoto Tour 2024 -Here Comes the Bluesman-』                           |
| 車谷啓介                 | ドラムス   | 『Tak Matsumoto Tour 2024 -Here Comes the Bluesman-』                           |
| 大楠雄蔵                 | キーボード | 『Tak Matsumoto Tour 2024 -Here Comes the Bluesman-』                           |
| 大賀好修                 | ギター     | 『Tak Matsumoto Tour 2024 -Here Comes the Bluesman-』                           |

## 出演
ラジオ番組
- TOKYO FM/JFN『B'z BEAT ZONE』（1989年 - 1997年9月25日）
- ニッポン放送『松本孝弘のONE FOR THE ROAD』（1999年4月2日 - 10月1日）
- TOKYO FM/JFN『B'z BEAT ZONE SPECIAL』（2003年9月14日）

特別番組
- NHK BS2『松本孝弘ソロ・プロジェクト 〜B'zへの挑戦〜』（1999年5月7日）
- BS朝日・テレビ朝日『LIVE 21 TAK MATSUMOTO SPECIAL』（2002年2月23日）
- パーフェクト・チョイス『The MUSIC 272 presents "Collaboration 2004 松本孝弘「華」" with 東京都交響楽団』（2004年10月10日）
- TBSチャンネル『TMG 2004 〜Dodge The Bullet〜』（2004年12月4日）
- WOWOW『Larry Carlton & Tak Matsumoto Special 〜TAKE YOUR PICK』（2011年2月10日、3月2日）[175][176]
- dTV『Tak Matsumoto Tour 2016 -The Voyage-』（2016年5月7日、5月25日 - 8月24日）[177]
- WOWOW『Tak Matsumoto & Daniel Ho「Electric Island, Acoustic Sea」特集』（2017年2月18日、4月29日、6月18日）[178][179][180][181]
- WOWOW『Tak Matsumoto & Daniel Ho Live! 2017 -Electric Island, Acoustic Sea-』（2017年4月29日、6月18日）[179][180]
- B'z Official YouTube Channel『Tak Matsumoto “Bluesman” YouTube Live』（2020年8月29日 -）[182]
- WOWOW『Tak Matsumoto 2020 スペシャル』（2020年9月3日）
- WOWOW『松本孝弘/TMG Special Interview Program』（2024年12月30日）[183]

## タイアップ一覧
| 年     | 曲名                                                           | タイアップ先                                                                                     |
| ------ | -------------------------------------------------------------- | ------------------------------------------------------------------------------------------------ |
| 1991年 | '88〜Love Story                                                | カルビー「ポテトチップス」CMイメージソング                                                       |
| 1991年 | LIFE                                                           | 日本テレビ系『NECスーパーテレビ情報最前線』オープニングテーマ                                    |
| 1992年 | #1090 〜Thousand Dreams〜                                      | テレビ朝日系『ミュージックステーション』オープニングテーマ（1992年 - 2016年）                    |
| 1992年 | Long Distance Call                                             | TOKYO FM『トラフィック・インフォメーション』テーマ曲                                             |
| 1992年 | Air Port                                                       | 日本たばこ産業「マイルドセブン Special Light」CMソング                                           |
| 1992年 | どうしても君を失いたくない（インストゥルメンタル）             | テレビ朝日系『ミュージックステーション』エンディングテーマ（1992年 - 2002年）                    |
| 1999年 | THE CHANGING                                                   | Music Freak TV CMソング                                                                          |
| 1999年 | THE CHANGING                                                   | 学習塾の昴 CMソング（九州地区限定）                                                              |
| 1999年 | GO FURTHER                                                     | フジテレビ系『1999 F1グランプリ』オープニングテーマ                                              |
| 1999年 | Trinity                                                        | フジテレビ系『1999 F1グランプリ』エンディングテーマ                                              |
| 2000年 | GO FURTHER                                                     | フジテレビ系『2000 F1グランプリ』オープニングテーマ                                              |
| 2000年 | Trinity                                                        | フジテレビ系『2000 F1グランプリ』エンディングテーマ                                              |
| 2001年 | SACRED FIELD                                                   | フジテレビ系『感動ファクトリーすぽると!』オープニングテーマ（2001年 - 2003年）                   |
| 2002年 | #1090 [千夢一夜]                                               | テレビ朝日系『ミュージックステーション』エンディングテーマ（2002年 - ）                          |
| 2003年 | RED SUN                                                        | フジテレビ系『感動ファクトリーすぽると!』オープニングテーマ（2003年 - 2004年）                   |
| 2003年 | 勝手にしやがれ（TAK MATSUMOTO featuring 稲葉浩志）             | フジテレビ系火曜9時ドラマ『あなたの隣に誰かいる』挿入歌                                          |
| 2003年 | 異邦人（TAK MATSUMOTO featuring ZARD）                         | フジテレビ系火曜9時ドラマ『あなたの隣に誰かいる』挿入歌                                          |
| 2003年 | MY FAVORITE THINGS                                             | 東海旅客鉄道（JR東海）「そうだ 京都、行こう。 2003年 夏 平等院編」キャンペーンソング             |
| 2003年 | THE THEME OF B.J.                                              | 日本テレビ系アニメ『ブラック・ジャック2時間スペシャル〜命をめぐる4つの奇跡〜』オープニングテーマ |
| 2004年 | OH JAPAN 〜OUR TIME IS NOW〜（TMG）                            | 『TV ASAHI NETWORK SPORTS 2004』テーマソング                                                     |
| 2004年 | Theme from ULTRAMAN                                            | 松竹映画『ULTRAMAN』テーマ曲                                                                     |
| 2004年 | NEVER GOOD-BYE（TMG）                                          | 松竹映画『ULTRAMAN』主題歌                                                                       |
| 2004年 | WHITE CHRISTMAS                                                | TBS系『恋するハニカミ!』挿入歌                                                                   |
| 2004年 | いつかのメリークリスマス                                       | TBS系『恋するハニカミ!』テーマソング                                                             |
| 2005年 | THE MAGNIFICENT FOUR（松本孝弘・春畑道哉・大賀好修・増崎孝司） | 『第18回東京国際映画祭』イメージソング                                                           |
| 2006年 | Theme from Fist of the North Star 〜The Road of Lords〜        | 東宝系映画『北斗の拳 ラオウ伝 殉愛の章』テーマソング                                             |
| 2007年 | Theme from Fist of the North Star 〜The Road of Lords〜        | 東宝系映画『北斗の拳 ラオウ伝 激闘の章』テーマソング                                             |
| 2007年 | THE WINGS                                                      | 東映系映画『俺は、君のためにこそ死ににいく』イメージソング                                       |
| 2014年 | New Horizon                                                    | 佐川急便『プロのための、プロがいる。』「緊急納品」篇、「海外・国内一貫物流」篇 CMソング          |
| 2015年 | Vermillion Palace                                              | TBS系『世界遺産』オープニングテーマ（2015年 - 2017年）                                           |
| 2015年 | Mystic Journey                                                 | TBS系『世界遺産』エンディングテーマ（2015年 - 2017年）                                           |
| 2016年 | Ups and Downs                                                  | 『ボストン美術館所蔵 俺たちの国芳 わたしの国貞』イメージソング                                   |
| 2016年 | #1090 〜Million Dreams〜                                       | テレビ朝日系『ミュージックステーション』オープニングテーマ（2016年 - ）                          |
| 2019年 | 月光かりの如く                                                 | アイスショー『氷艶 hyoen 2019 -月光かりの如く-』テーマ曲                                         |
| 2023年 | GLORIOUS 70                                                    | 日本空港ビルデング創立70周年記念テーマ曲                                                         |
| 2023年 | BATTLEBOX                                                      | NTTドコモ Lemino『Lemino BOXING』テーマソング                                                    |
| 2025年 | Tiger's Eye                                                    | 阪神タイガース球団創設90周年テーマ曲                                                             |